# Allium damascenum
Allium damascenum — вид рослин з родини амарилісових (Amaryllidaceae); ендемік Сирії.

## Опис
Зонтик 4–5 см у діаметрі. Листки помітно шорсткі на ребрах. Пиляки жовті.

## Поширення
Ендемік Сирії.